# Agua Fría, Arriaga
Agua Fría är en ort i Mexiko.   Den ligger i kommunen Arriaga och delstaten Chiapas, i den sydöstra delen av landet, 700 km sydost om huvudstaden Mexico City. Agua Fría ligger 35 meter över havet och antalet invånare är 150.
Terrängen runt Agua Fría är platt åt sydväst, men åt nordost är den kuperad. Runt Agua Fría är det ganska glesbefolkat, med 50 invånare per kvadratkilometer. Närmaste större samhälle är Arriaga, 4,7 km norr om Agua Fría. Omgivningarna runt Agua Fría är en mosaik av jordbruksmark och naturlig växtlighet.